# حمد بوحمد
حمد خالد بوحمد، (من مواليد 21 أكتوبر - 1952) لاعب كرة قدم كويتي سابق ومعلق حاليًا، لقب بالزئبق وجورج بست الخليج، لأنه كان يشبه جورج بست في السابق، وقد لعب مع نادي القادسية الكويتي ومنتخب الكويت لكرة القدم.

## حياته الرياضية
إنضم إلى نادي القادسية الكويتي في عام 1968 ولعب مع فريق الناشئين، وقد لعب أول مباراة له مع الفريق في عام 1969 مع نادي كاظمة، وتمكن من تسجيل هدفي الفوز في اللقاء، وقد دخل بديلا في ذلك اللقاء عن اللاعب عثمان العصيمي، وقد لعب مع العديد من اللاعبين الكبار في نادي القادسية الكويتي مثل عبد الله العصفور وعثمان العصيمي وفاروق إبراهيم ومحمد المسعود، و قد شارك مع المنتخب في العديد من البطولات، ولعب في كأس الخليج لعدة دورات، اعتزل في يوم 25 أكتوبر 1985 في مباراة منتخب الكويت لكرة القدم ومنتخب المكسيك لكرة القدم والتي انتهت بالتعادل 0-0.

## بعد الاعتزال
وفي يوم 19 فبراير 2009 قدم كتاب رسمي إلى نادي القادسية الكويتي لكي يدرب الفريق دون مقابل، و يقوم حاليا حمد بوحمد بالتعليق على المباريات المحلية في القناة الثالثة في تلفزيون دولة الكويت.

## كأس الخليج

### كأس الخليج 1972
و قد سجل هدفين في مرمى منتخب الإمارات لكرة القدم، وقد سجل هدف في مرمى منتخب قطر لكرة القدم.

### كأس الخليج 1974
و قد سجل هدفين في مرمى منتخب السعودية لكرة القدم.

## إنجازاته
- الدوري الكويتي خمسة مرات
- كأس الأمير أربعة مرات